# Stenocercus dumerilii
Stenocercus dumerilii — вид ігуаноподібних ящірок родини Tropiduridae. Ендемік Бразилії. Вид названий на честь французького зоолога Андре-Марі-Констана Дюмеріля.

## Поширення і екологія
Stenocercus dumerilii мешкають на північному сході Бразилії, в штатах Мараньян, Пара і Токантінс. Вони живуть у вологих рівнинних тропічних лісах. Живляться безхребетними. відкладають яйця, в кладці від 2 до 6 яєць.

## Збереження
МСОП класифікує цей вид як вразливий. Stenocercus dumerilii загрожує знищення природного середовища.